# CTF Finance Centre

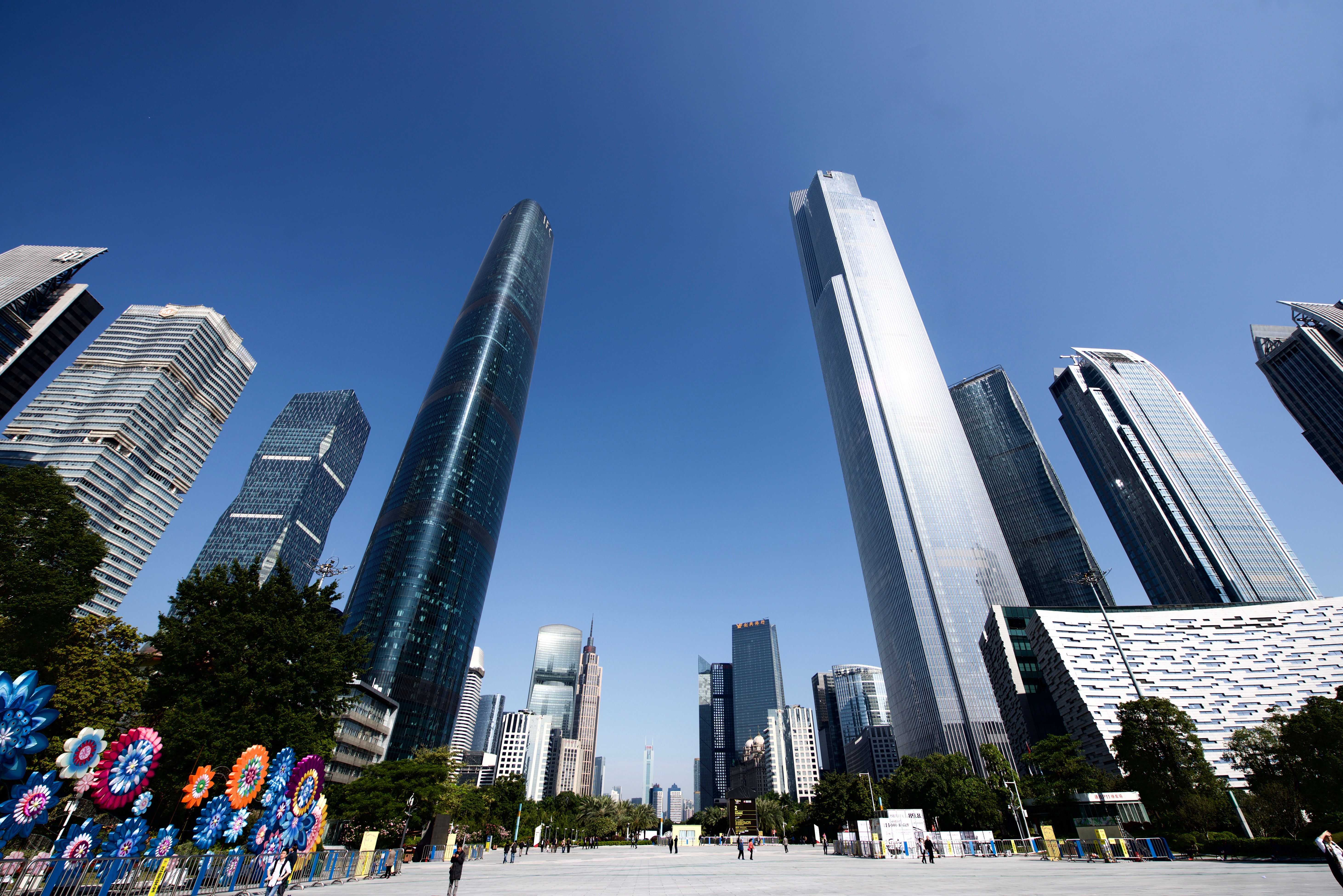
De Guangzhou Twin Towers. het CTF Finance Centre aan de rechterzijde is veruit de grootste wolkenkrabber

Het Guangzhou Chow Tai Fook Finance Centre, ook CTF Finance Centre, en East Tower of oostelijke toren (Chinees: 广州周大福中心) is een wolkenkrabber in Guangzhou (Kanton), China. De toren ligt in Zhujiang New Town, het central business district van de stad in het district Tianhe. Het gebouw heeft een hoogte van 530 meter en telt 111 verdiepingen boven de grond en 5 verdiepingen onder de grond.
Van de meer dan 500.000 m² nuttige oppervlakte is 80% in de wolkenkrabber, de overige 20% in de sokkel aan de voet. De wolkenkrabber kent een gemengd gebruik met een shopping center, kantoorruimtes, residientiële verdiepingen met 355 appartementen met hotelbediening en een hotel met 251 suites en kamers. Onder het gebouw zijn 1.705 parkeerplaatsen, in het ondergronds deel van de sokkel bevindt zich ook de toegang tot een metrostation van de metro van Guangzhou bediend door de metrolijnen 3, 5 en APM.
Eigenaar en bouwheer is het Hongkongse zakenimperium Chow Tai Fook Enterprises. Architect was de Amerikaan Kohn Pedersen Fox met ingenieurstechnieken van de Arup Group. Hoofdaannemer was China State Construction Engineering. De wolkenkrabber heeft 95 liften waaronder twee van de snelste liften ter wereld geïnstalleerd, met een maximale snelheid van 20 m/s of 72 km/h. Deze liften van Hitachi brengen gasten 440 m hoog van de ingang op het gelijkvloers tot de hotellobby op de 95e verdieping in 43 seconden. In de liftschachten wordt de luchtdruk aangepast om de oren van de liftgebruikers te ontlasten en is veel demping voorzien voor een comfortabele transporttijd. Naast deze 2 liften met de hoogste snelheid zijn er ook 28 dubbeldeksliften, 13 hogesnelheidsliften en 52 liften met tragere, gematigde snelheden. Er zijn aparte liften voor de appartementen, het hotel en de kantoorzones.
De toren maakt onderdeel uit van de Guangzhou Twin Towers. De andere toren, het 438 meter hoge Guangzhou International Finance Centre was reeds in 2010 afgewerkt en in gebruik genomen. Tussen beide torens werd het Huangcheng Square, of Flower City Square plein aangelegd, een centrale zone in het CBD. Aangrenzend aan het nieuwe plein werden nog prestigieuze bouwwerken afgewerkt zoals het Grand theater van Guangzhou, het Guangdong Museum en de Bibliotheek van Guangzhou. Aan de overkant van de Parelrivier bevindt zich de Canton Tower.